# دختران خورشید (فیلم ۱۳۷۸)
دختران خورشید فیلمی به کارگردانی و نویسندگی مریم شهریار ساختهٔ سال ۱۳۷۸ است.
فیلم درباره دختری به نام «امانگل» است که پدرش موهای او را میذتراشد و او را به شکل پسر درمی‌آورد تا برای کار در قالیبافی به شهر دیگری بفرستد. امانگل در کسوت جدید در شهر غریب با ماجراهایی روبه‌رو می‌شود.

## بازیگران
- آلتینای قلیچ تقانی
- پیمان میرعلی اکبری
- زهرا محمدی
- حبیب اله حداد
- صغری کریمی
- شهناز شهبازی
- اقدس صحت‌بخش
- شمس اله ترک
- شاپور قنبری
- عباس افشاریان